# George Frederic Watts

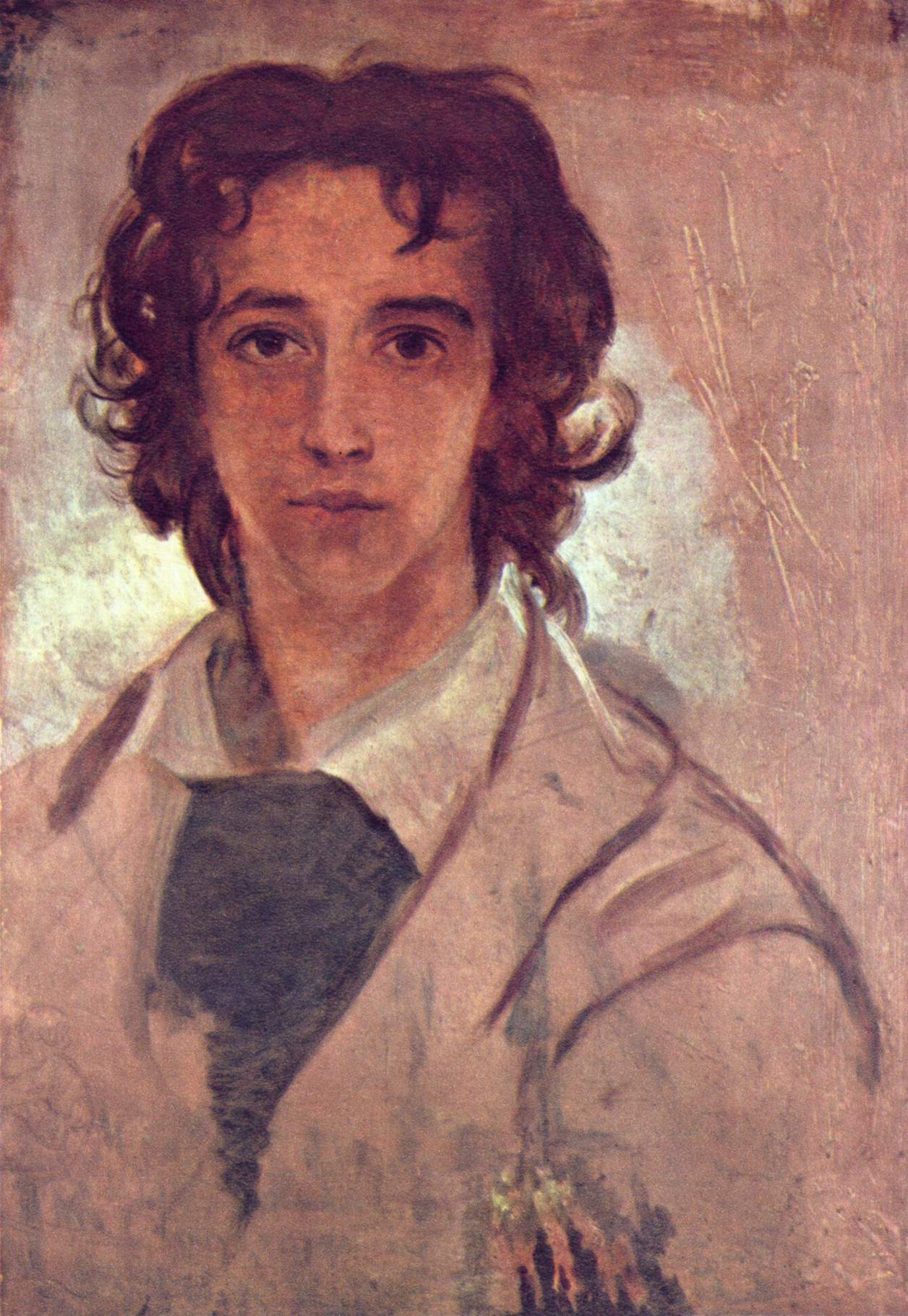
George Frederick Watts, självporträtt.

George Frederic Watts, född 23 februari 1817 i Marylebone i London, död 1 juli 1904 i Compton nära Guildford i Surrey, var en brittisk målare och skulptör.

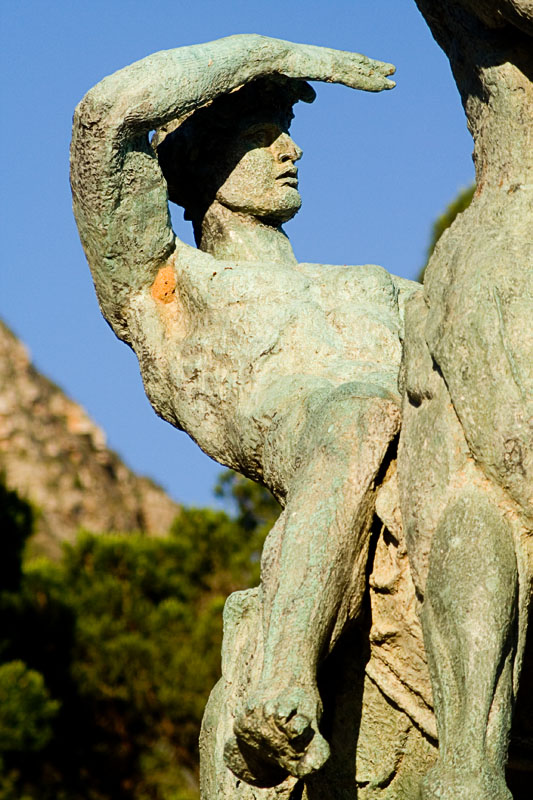
Physical Energy (detalj) vid Rhodes Memorial i Kapstaden, Sydafrika.

## Biografi
Watts studerade vid Royal Academy. Han tillhörde samma romantiska strömning som prerafaeliterna och målade allegoriska, bibliska och klassiska motiv. Många av hans tavlor finns idag på såväl Tate Gallery som National Gallery i London. Som skulptör utförde han Physical Energy för Cecil Rhodes i Sydafrika. En replik av denna skulptur finns i Kensington Gardens i London.
År 1864 gifte han sig med den blott sextonåriga skådespelerskan Ellen Terry; de separerade efter tio månader men skilsmässan trädde inte i kraft förrän 1877.